# Глазчатый электрический скат
Глазчатый электрический скат, или обыкновенный электрический скат (лат. Torpedo torpedo) — вид скатов рода гнюсов семейства гнюсовых отряда электрических скатов. Это хрящевые рыбы, ведущие донный образ жизни, с крупными, уплощёнными грудными и брюшными плавниками, образующими диск, коротким и толстым хвостом, двумя спинными плавниками и хорошо развитым хвостовым плавником. Края брызгалец покрыты небольшими пупырышками. Окраска коричневатого цвета, диск покрыт глазчатыми пятнами, количество которых колеблется от 0 до 9, но обычно составляет 5. Подобно прочим представителям своего семейства способны генерировать электрический ток напряжением до 200 вольт. Обитают в восточной части Атлантического океана. Встречаются на глубине до 400 м. Максимальная зарегистрированная длина 60 см.
Эти скаты ведут одиночный образ жизни и охотятся по ночам из засады. Основу их рациона составляют костистые рыбы и ракообразные. Размножаются яйцеживорождением. В помёте до 28 новорожденных. Самки приносят потомство поздним летом и осенью, беременность длится 4—8 месяцев, этот показатель зависит от места обитания. Глазчатые скаты способны нанести человеку болезненный, но неопасный для жизни электрический удар. Их способность генерировать ток использовалась в медицине древних греков и римлян. Не представляют интереса для коммерческого рыболовства, пойманных в качестве прилова рыб обычно выбрасывают за борт.

## Таксономия
Впервые новый вид был описан в 1758 году Карлом Линнеем как Raja torpedo. Однако ещё до Линнея глазчатый электрический скат упоминался как минимум в 52 источниках под названиями Torpedo, Raja tota lævis, Torpedo maculosa и Torpedo Sinûs Persici. В ранних записях этих скатов путали с прочими электрическими скатами. Линней не назначил голотипа.
В 1806 году Андре-Мари Констан Дюмериль выделил гнюсов в отдельный род, однако первым использовал название Torpedo Шарль Люсьен Бонапарт, который в 1838 отнёс к этому роду вид Raja torpedo. Поскольку на тот момент к роду относился единственный вид глазчатых электрических скатов, он и стал типовым видом. Внутри рода гнюсов глазчатый электрический скат относится к подроду Torpedo, который отличается от другого подрода Tetronarce  наличием пальцевидных отростков по краям брызгалец и пёстрой окраской дорсальной поверхности тела.

## Ареал
Глазчатые электрические скаты обитают в восточной части Атлантического океана от Бискайского залива до Анголы, а также в Средиземном море. Единичные данные об их присутствии у побережья Бельгии скорее всего ошибочны. В европейских водах они попадаются не так часто по сравнению с прочими видов атлантических гнюсов. Этот вид предпочитает тёплую воду.. Они довольно редки в Средиземном море, где их чаще можно встретить у побережья Северной Африки, чем у южных европейских берегов. Как правило, эти донные рыбы держатся у дна на глубине 2—70 м, но иногда они опускаются до 400 м. Они предпочитают области с мягким грунтом, например песчаное дно или заросли водорослей.

## Описание
Грудные плавники этих скатов формируют почти овальный диск, ширина которого в 1,3—1,4 раза превышает длину. Передний край диска образует почти прямую линию. По обе стороны головы сквозь кожу проглядывают крупные электрические парные органы в форме почек. Позади маленьких глаз расположены брызгальца сопоставимого размера. Боковые и задние края брызгалец покрыты мелкими пупырышками, количество которых с возрастом сокращается, у крупных особей они могут стать неразличимыми. Позади брызгалец на «затылке» расположена пара слизистых пор. Между ноздрями тянется широкий прямоугольный кожаный лоскут, который достигает рта. Мелкие зубы расположены в шахматном порядке и оканчиваются остриём. Во рту имеются 22—24 верхних и 20—22 нижних зубных ряда. На нижней стороне диска расположены пять пар жаберных щелей.

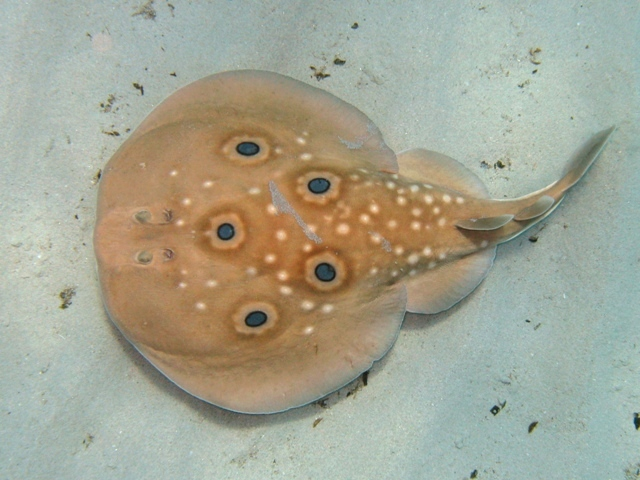

Брюшные плавники с закруглёнными краями отделены от диска. Хвост короткий и толстый, оканчивается небольшим треугольным хвостовым плавником, по бокам пролегают складки кожи. Длина хвостового плавника примерно равна расстоянию между ним и первым спинным плавником. Первый спинной плавник превышает по размерам второй спинной плавник. Мягкая и гладкая кожа лишена чешуи. Окраска от светло- до тёмно-коричневого. Диск покрывают голубые глазки, очерченные тёмными кольцами. Как правило, они выстроены симметрично в ряд по 3 и 2 глазка. Реже встречаются скаты с 0—4 глазками, ещё более редки с большим количеством. У берегов Туниса был пойман самец с 8-ю глазками, другой, с 9-ю глазками был выловлен у южного побережья Франции. Если у ската 6 глазков, они имеют тот же размер, что и глазки скатов с обычным количеством, и расположены по центру. При увеличении числа глазков их размер уменьшается, а расположение становится асимметричным и сдвигается к рылу. Вентральная поверхность тела окрашена в кремовый цвет с тёмными краями. У берегов Туниса была поймана самка-альбинос. В среднем длина самцов и самок составляет 30 и 39 см соответственно. Максимальная зарегистрированная длина 60 см. Скаты, обитающие у побережья Западной Африки в целом имеют более крупные размеры по сравнению со своими сородичами из Средиземного моря.

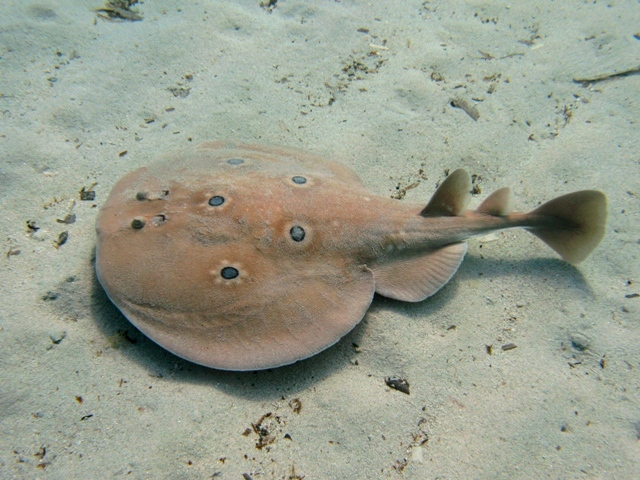

## Биология
Подобно прочим представителям своего отряда глазчатые электрические скаты способны генерировать электричество с помощью парных электрических органов, которые происходят из мускульной ткани и состоят из 400—500 вертикальных столбцов, заполненных в свою очередь 400-ми кипами, наполненных желеобразной массой «электрических плат», действующих подобно параллельно соединённым батареям. Они способны генерировать электричество напряжением до 200 вольт и испускать как одиночные импульсы, так и целые серии разрядов. Эксперименты, проведённые в искусственных условиях, показали, что при понижении температуры воды ниже 15° С электрические органы практически перестают функционировать. В природе зимой вода остывает ниже этой температуры, что даёт основание предположить, что часть года скаты не используют свою способность генерировать электричество или обладают пока неизвестным механизмом адаптации к прохладным условиям.
Глазчатые электрические скаты ведут одиночный образ жизни, большее время суток они проводят зарывшись на дне в грунт. Они охотятся из засады, молниеносно бросаясь на жертву и оглушая её электричеством. Весь процесс занимает долю секунды. Обездвижив добычу, они с помощью движений диска направляют её ко рту и целиком заглатывают. Взрослые скаты питаются почти исключительно небольшими костистыми рыбами, такими как камбалы, сельди, барабули, бычки, кефали, спаровые, лировые и ставриды. Вторым источником пищи являются десятиногие ракообразные, изредка глазчатые электрические скаты поедают мелких скатов. Рацион молодых скатов более разнообразен, в него входит больше беспозвоночных. Наиболее предпочтительная пища зависит от сезона и географического района. Например, в Тирренском море осенью и зимой основу рациона этих скатов составляют молодые европейские солеи, а весной и летом они уже не столь многочисленны и уступают место другим видам рыб. На глазчатых электрических скатах паразитируют ленточные черви  Phyllobothrium lactuca и моногенеи Amphibdella paronaperugiae.

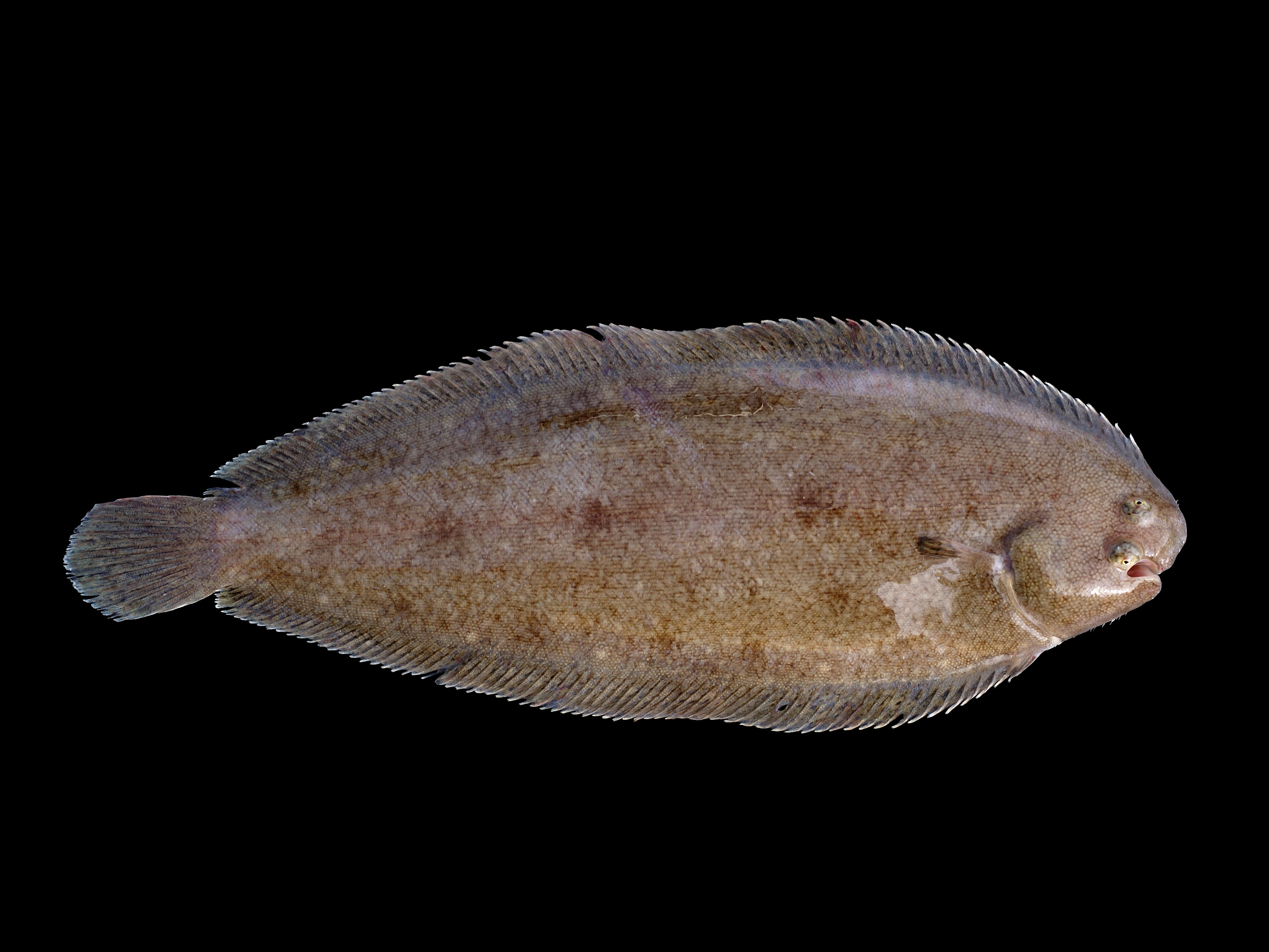
В Тирренском море осенью и зимой европейские солеи составляют основу рациона глазчатых электрических скатов

### Жизненный цикл
Глазчатые электрические скаты размножаются яйцеживорождением, эмбрионы питаются желтком и гистотрофом, однако органическое содержимое гистотрофа составляет у них всего 1,2 %. Поэтому после того, как вследствие метаболических процессов первоначальные запасы желтка подходят к концу, эмбрионы теряют вес. У взрослых самок имеется 2 функциональных яичника и 2 функциональные матки. Правый репродуктивный тракт более развит и способен произвести больше эмбрионов. Размножение имеет годичный цикл с ярко выраженной сезонностью, которая зависит от географического района. В Средиземном море спаривание происходит с декабря по февраль, а новорожденные появляются на свет в августе и в начале сентября. Беременность длится 4—6 месяцев. В помёте до 19 новорожденных длиной 8—9,7 см. У побережья Западной Африки беременность более продолжительна — 6—8 месяцев, роды происходят в сентябре и октябре. Численность потомства напрямую коррелирует с размером самки.
В период размножения у глазчатых электрических скатов наблюдается половая сегрегация — самки перемещаются на прибрежное мелководье. В отличие от акул и прочих скатов роды у этого вида происходят как при высокой так и при пониженной солёности воды, характерной для эстуариев и лагун. Новорожденные способны генерировать электричество напряжением до 4 вольт. Они быстро растут, по мере роста увеличивается и напряжение производимого ими тока. При удвоенном от рождения весе молодого ската оно достигает 26 вольт. В Тирренском море самцы и самки достигают половой зрелости при длине 25 и 26 см соответственно, в водах Египта этот показатель составляет 18 и 22 см, у берегов Туниса 19 см для обоих полов, а у побережья Сенегала 30 и 31 см соответственно.

## Взаимодействие с человеком
Глазчатые электрические скаты способны оглушить электрическим разрядом человека. Способность этих рыб производить электричество была известна с времён античности, её использовали в медицине. Древние греки и римляне прикладывали живых скатов для лечения головной боли и подагры. Например, римский физик Скрибоний Ларг в своём труде Compositiones medicae (47 г. н .э.) рекомендовал в случае хронической головной боли прикладывать к больному месту электрического ската. Мясо глазчатых электрических скатов съедобно, но ценится невысоко. Эти скаты не представляют интереса для коммерческого рыболовства. В качестве прилова они могут попадаться при коммерческом донном промысле. Пойманных рыб, как правило, выбрасывают за борт. Этих скатов можно содержать в аквариумах при условии, что их кормят живой пищей. Международный союз охраны природы присвоил виду охранный статус «Уязвимый».